# Aksakovo
Aksakovo (bulgariska: Аксаково) är en ort i Bulgarien.   Den ligger i kommunen obsjtina Aksakovo och regionen Oblast Varna, i den östra delen av landet, 400 kilometer öster om huvudstaden Sofia. Aksakovo ligger 85 meter över havet och antalet invånare är 7 132.
Terrängen runt Aksakovo är varierad. Runt Aksakovo är det mycket tätbefolkat, med 1 018 invånare per kvadratkilometer.. Närmaste större samhälle är Varna, 8,9 kilometer öster om Aksakovo.
Omgivningarna runt Aksakovo är en mosaik av jordbruksmark och naturlig växtlighet.